# 新造站
新造站是广州地铁四号线的车站，位於中國廣東省廣州市番禺区新造镇广医南路十字相交的地底。车站於2005年12月26日启用，为四号线大學城專線段首批开通的车站之一。

## 車站結構

### 车站楼层
本站共有两層，地面车站各出入口，周边则為市新路、广医南路及附近建筑，地下一層為站廳；地下二層為4號綫月台。
| 地下一层 | 站厅     | 售票機、客服中心、商店、警务室、安检设施 |  |  |
| 地下二层 | 1 站台   | █4号线 黃村方向（下站：大学城南）        |  |  |
|          | 岛式站台 |                                          |  |  |
|          | 2 站台   | █4号线 南沙客运港方向（下站：石碁）      |  |  |

### 站厅

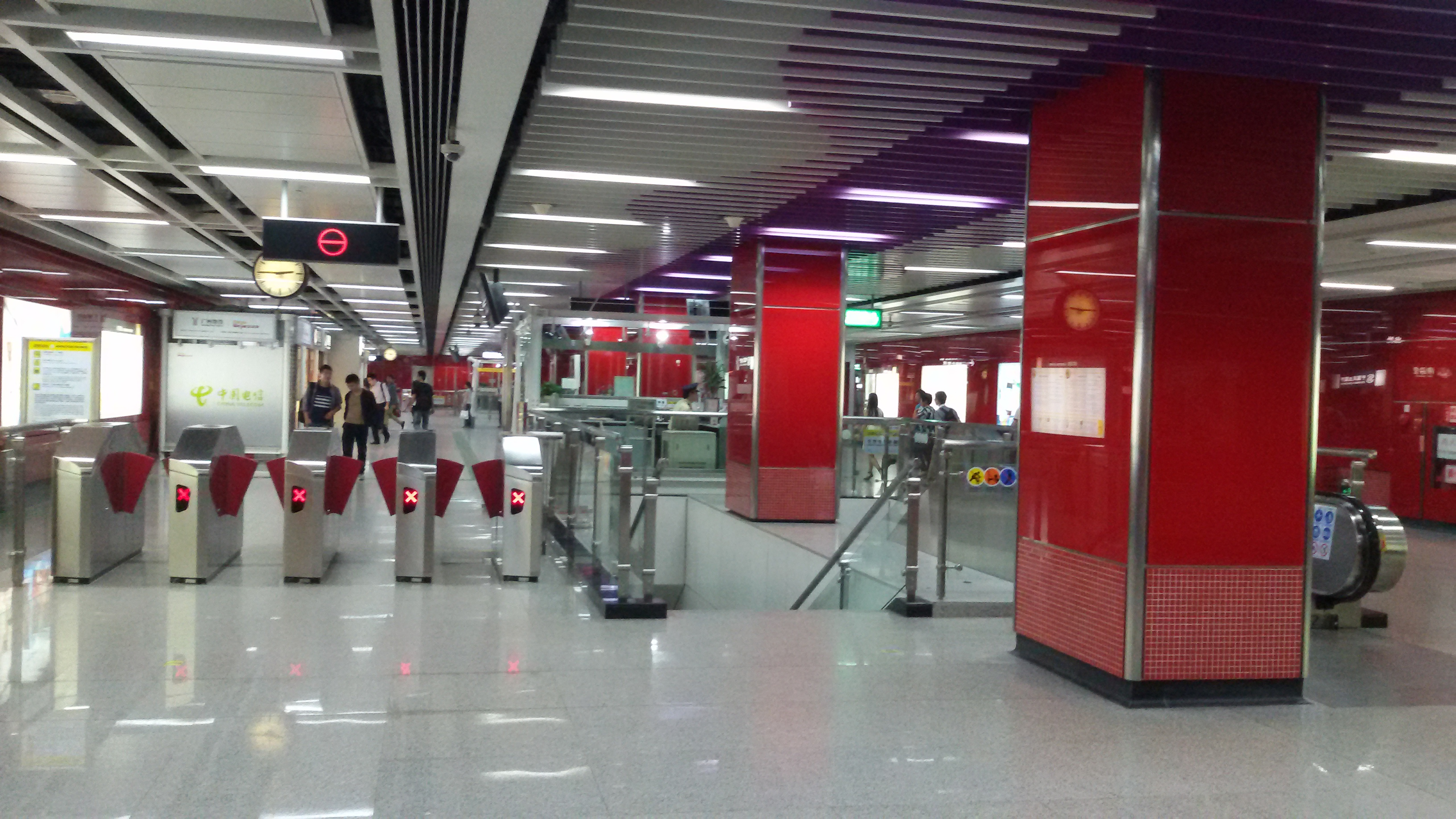
站厅

为方便乘客进出，站厅收费区设于站厅南北两侧，站厅收费区设有三台扶手电梯、一组楼梯和一台专用电梯供乘客来往于站厅及月台层。
新造站目前设有便利店、麵包糕餅店以及自動售賣機等设施。

### 月台
本站設有一個島式月台，位於广医南路的地底。
另外，本站北端設有一條單渡線。4號線大學城專線開通時，曾使用這條單渡線進行站前折返。而本站南端則設有一組來往新造車輛段的出入段線，該組出入段線為存車線的形式，並與正線構成了一組三角線。目前該出入段線已進行相应改造，供4號線短線列车通過該出入段線折返，短線班次列車在2號月台清客完成後，便會進入該出入段線，折返到1號月台上客。而当4号线的高架段出现故障或是台风来袭需要停运高架段时，南沙客运港站方向的列车亦会通过此出入段线进行折返，以本站为临时总站。
部分列车在晚低峰收車前需要返回新造車輛段，到达本站2號月台后列车便会清客，随即返回车辆段。

2号月台全景图

### 出入口
新造站现设有3个出入口供乘客进出。B1口因施工而自2021年1月15日起封闭。
|                                                     |                                                           |      |          |                                |
| 編號                                                | 设施                                                      | 照片 | 出口指示 | 建議前往的目的地               |
| A1                                                  | 盲道标志 · 扶手电梯标志                                   |      | 市新路   | 金光西大道、地铁新造站公交总站 |
| A2                                                  | 盲道标志 · 轮椅升降台标志 · 无障碍通道标志 · 扶手电梯标志 |      | 市新路   | 金光西大道                     |
| B1                                                  |                                                           |      |          |                                |
| B2                                                  | 盲道标志 · 扶手电梯标志                                   |      | 市新路   |                                |
| 註： 設有 \| 設有 \| 設有輪椅升降台 \| 設有扶手電梯 |                                                           |      |          |                                |

## 接驳交通
新造站地面旁设地铁新造站巴士总站，可供乘客转乘巴士前往化龙、新造等地。
| 巴士（地铁新造站） \| 编号 \| 编号 \| 线路 \| 线路 \| 线路 \| 收费 \| 备注 \| \| ---- \| ---- \| ------------------ \| ---- \| ------------------------ \| ---- \| ----------------------------------------------------------------------------------------- \| \| \| 番60 \| 广州化龙驾驶人考场 \| ⇆ \| 新造地铁站 \| 2元 \| \| \| \| 番61 \| 新造地铁站 \| ⇆ \| 广汽传祺东五门 \| 2元 \| 15–30分/班 地铁新造站发6:40/18:40班次、广汽传祺东五门发8:25/16:40/20:25班次绕经龙沙港码头 \| \| \| 番62 \| 新造地铁站 \| ⇆ \| 石碁文化广场 \| 2元 \| 60分/班 \| \| \| 番66 \| 新造地铁站 \| ⇆ \| 华创产业园一期 \| 2元 \| 60–120分/班 \| \| \| 番71 \| 新基村 \| ⇆ \| 余荫山房 \| 2元 \| 30–60分/班 \| \| \| 番77 \| 山海连城 \| ⇆ \| 新造地铁站 \| 2元 \| 60–120分/班 \| \| \| 番85 \| 新造地铁站 \| ⇆ \| 广州医科大学（番禺校区） \| 2元 \| 10–30分/班 \| \| \| 番87 \| 华工国际校区北门 \| ⇆ \| 大学城体育中心 \| 2元 \| 60分/班 \| |      |                    |      |                          |      |                                                                                           |
| 编号 | 编号 | 线路               | 线路 | 线路                     | 收费 | 备注                                                                                      |
| | 番60 | 广州化龙驾驶人考场 | ⇆    | 新造地铁站               | 2元  |                                                                                           |
| | 番61 | 新造地铁站         | ⇆    | 广汽传祺东五门           | 2元  | 15–30分/班 地铁新造站发6:40/18:40班次、广汽传祺东五门发8:25/16:40/20:25班次绕经龙沙港码头 |
| | 番62 | 新造地铁站         | ⇆    | 石碁文化广场             | 2元  | 60分/班                                                                                   |
| | 番66 | 新造地铁站         | ⇆    | 华创产业园一期           | 2元  | 60–120分/班                                                                               |
| | 番71 | 新基村             | ⇆    | 余荫山房                 | 2元  | 30–60分/班                                                                                |
| | 番77 | 山海连城           | ⇆    | 新造地铁站               | 2元  | 60–120分/班                                                                               |
| | 番85 | 新造地铁站         | ⇆    | 广州医科大学（番禺校区） | 2元  | 10–30分/班                                                                                |
| | 番87 | 华工国际校区北门   | ⇆    | 大学城体育中心           | 2元  | 60分/班                                                                                   |

## 利用狀況
本站雖名為新造，但車站位置距離新造鎮中心超过800米。因此新造鎮中心、谷圍新村以及鎮內其它地方以及鄰近的化龍鎮、南村鎮的鎮民則需要通過巴士等其它交通方式接駁來往新造站。位於新造鎮的暨南大学番禺校区及广州医科大学番禺校区于2014年9月开学后，有大量学生利用公交接駁至本站，乘坐地鐵來往廣州市區。
本站附近原主要为曾边村的民房，但随着思科（广州）智慧城项目（现为“广州国际创新城”）落户曾边村，如今曾边村原址已全面清拆并建设该项目以及曾边村回迁房。
本站为4号线短线车（黄村至新造）的终点站。

## 歷史
新造站最早出現在2000年的《近期線網規劃實施調整方案》中，作為新出現的4號線的南端終點站。隨後本站被列入4號線首通段（大學城專線）工程內，先行建設。
2004年8月13日，车站主体结构封顶。2005年12月26日，4號線首通段（大學城專線）正式通車，新造站作為4號線南端終點站而啟用。
2006年12月20日，本站隨4號線首通段暫停服務9天，與新造至黃閣的延長線一同進行調試。12月29日，新造站作為4號線的中途站，隨4號線（萬勝圍至黃閣）開通而重開。2007年5月8日，本站应4号线延伸到金洲站进行联合调试而再度关闭，6月28日重开。
而在7號線的規劃當中，本站一度取代大學城南站，作為4號線與7號線的換乘站。但在2010年的規劃當中，7號線與4號線確定在大學城南換乘。
2022年年末疫情期间，本站曾受防控措施影响，于11月28日至11月30日下午暂停服务。